# 대체의학

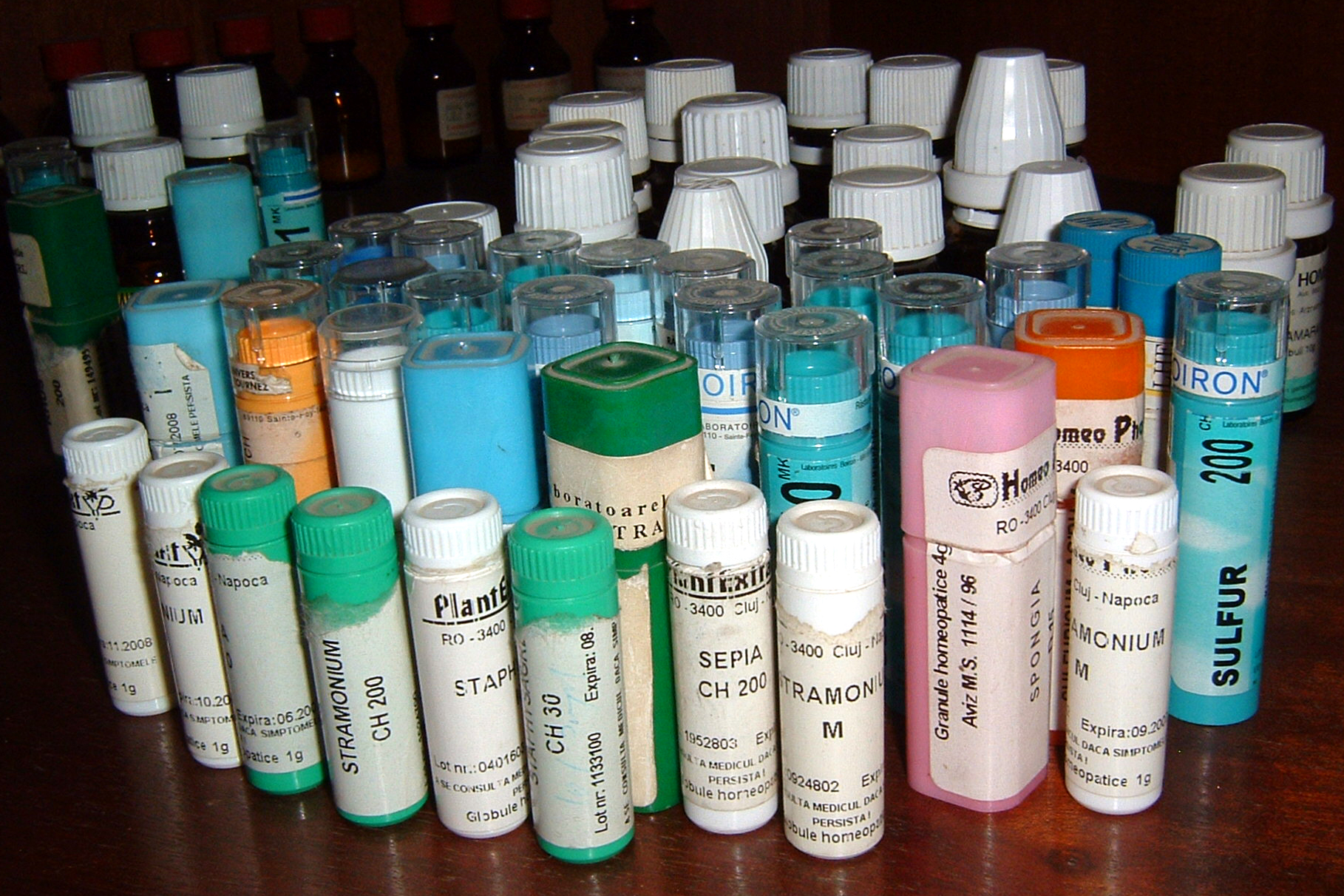

대체의학(代替醫學, 영어: alternative medicine) 또는 대체요법(代替療法, 영어: alternative therapy) 혹은 보완의학(補完醫學, 영어: complementary medicine)/보완대체의학(補完代替醫學, 영어: complementary and alternative medicine, CAM)은 기존의 의학적 치료 방법에 속하지 않는 치료법을 가리킨다.
현대의학처럼 치료 효과를 주장하지만, 과학적 방법론을 통한 근거가 빈약한 경우가 많다. 대부분 의과대학에서 정식으로 배우지 않는 여러 가지 행위, 제품 등이며, 이에 동종요법, 자연요법 등이 있다.
그러나 대체의학의 범위는 해당 국가와 사회에 따라 다르며, 대표적으로 한의학이 이에 해당한다. 대한의학회의 연구에서의 대체의학의 조작적 정의는 “현재 우리나라 사회에서 인정되는 정통의학, 주류의학, 제도권 의학, 정규의학에 속하지 않은 모든 보건의료체제 및 이와 동반된 이론이나 신념, 그리고 진료나 치료에 이용되는 행위와 제품 등의 치유자원 전체를 총칭한다”로, 대한민국의 의료법 상 한의학은 제도권내로 편입되어 대체의학으로 분류되지 않으며, 이는 중국의 중의학, 일본의 한방의학과 같다. 마찬가지로, 동아시아권 외에도 중의학과 더불어 3대 동양의학으로 알려진 인도와 네팔의 아유르베다나 티베트 중심의 티베트의학, 서양에는 2000년대 초반까지 유럽에서의 동종요법, 미국의 경우 정골의학이 이런 경우에 해당한다. 

## 역사
식물을 약으로써 이용한 것은 인간의 역사를 거슬러 올라간다. 60,000년 된 네안데르탈인의 매장지 Shanidar IV(이라크 북부 지역)에서 8종의 식물로부터 많은 양의 꽃가루를 생산하고 있으며, 이 가운데 7개가 현재 식물 치료로 사용된다.

## 같이 보기
- 기능의학
- 한의학
- 중의학
- 일본한방의학
- 대체 암 치료법